# 後藤康男
後藤 康男（ごとう やすお、1923年3月6日 - 2002年11月27日）は、日本の実業家で、安田火災海上保険（現・損害保険ジャパン）元会長。

## 略歴・人物
愛媛県松山市出身。1949年安田火災海上保険株式会社に入社。働きながら法政大学に通った。1951年法政大学経済学部卒業。
福岡支店長、社長室長などを経て1983年から取締役社長に。社長時代に、ゴッホの名画「ひまわり」を購入したことは有名。1992年から経団連自然保護基金運営協議会会長となった。環境派の経済人としてさまざまな活動を行ったことでも評価が高い。1988年藍綬褒章を受章。
「ひまわり」について、購入者（漠然と後藤康男を指すと思われる）が「死んだら棺おけに一緒に入れて焼いてくれ」という旨の発言をしたとの都市伝説があるが、そのような発言があったのはゴッホ作「医師ガシェの肖像」を購入した当時大昭和製紙名誉会長の齊藤了英であり、高額購入されたゴッホ作ということで勘違いされているものと思われる。
1988年に法政大学より、名誉博士の称号を授与された。